# Abdelláh Lizsjún
Abdelláh Lizsjún (arabul: عبد الله ليوجيون); (Orán, 1957. december 13. – ) algériai válogatott labdarúgó.

## Pályafutása

### Klubcsapatban
1976 és 1981 között a Racing Besançon csapatában játszott. 1981 és 1987 között a Monaco játékosa volt, melynek tagjaként 1982-ben bajnoki címet szerzett, 1985-ben pedig megnyerte a francia kupát és a szuperkupát. 1987 és 1989 között a Strasbourg labdarúgója volt. 

### A válogatottban
1986-ban 5 alkalommal szerepelt az algériai válogatottban. Részt vett az 1986-os világbajnokságon, ahol az Észak-Írország és a Brazília elleni csoportmérkőzésen kezdőként lépett pályára. A Spanyolország elleni találkozón nem kapott lehetőséget.

## Sikerei, díjai
AS Monaco
- Francia bajnok (1): 1981–82
- Francia kupagyőztes (1): 1984–85
- Francia szuperkupagyőztes (1): 1985